# Anacroneuria fumigata
Anacroneuria fumigata är en bäcksländeart som beskrevs av František Klapálek 1922. Anacroneuria fumigata ingår i släktet Anacroneuria och familjen jättebäcksländor. Inga underarter finns listade i Catalogue of Life.